# Kunio Lemari
Kunio Lemari (29 november 1942 – 28 maart 2008) was de tweede president van de Marshalleilanden. Na het overlijden van Amata Kabua werd Lemari benoemd tot waarnemend president. In het kabinet van Kabua was Lemari reeds minister van communicatie en transport. 
Amper één maand na het overlijden van Amata Kabua wordt zijn neef, Imata Kabua, benoemd tot president. 